# Allotrie à sourcils blancs
Pteruthius flaviscapis
Espèce
Statut de conservation UICN

 LC  : Préoccupation mineure
L’Allotrie à sourcils blancs (Pteruthius flaviscapis) est une espèce de passereaux de la famille des Vireonidae.

## Répartition
Cet oiseau peuple Java.

## Systématique
Le nom valide complet (avec auteur) de ce taxon est Pteruthius flaviscapis (Temminck, 1836).
L'espèce Pteruthius flaviscapis a été décrite pour la première fois en 1836 par le zoologiste néerlandais Coenraad Jacob Temminck (1778-1858) sous le protonyme Allotrius flaviscapis.
Cet oiseau est parfois considéré comme une sous-espèce de Pteruthius aeralatus par certains auteurs.
Ce taxon porte en français le nom vernaculaire ou normalisé suivant : Allotrie à sourcils blancs.